# Parerythrops obesa
Parerythrops obesa är en kräftdjursart som först beskrevs av Georg Ossian Sars 1864.  Parerythrops obesa ingår i släktet Parerythrops och familjen Mysidae. Arten är reproducerande i Sverige. Inga underarter finns listade i Catalogue of Life.